# Alfa Romeo 50
L'Alfa Romeo 50 è stato un autocarro prodotto dall'Alfa Romeo dal 1931 al 1934 in 115 esemplari. Era soprannominato "Biscione" per via del soggetto contenuto nel logo della casa costruttrice.

## Contesto
Prodotto nello stabilimento del Portello a Milano, l'Alfa Romeo 50 era frutto dell'accordo che l'Alfa Romeo fece nel 1929 con la Büssing per produrre autocarri su licenza. Il modello era in sostanza un Büssing-NAG 50 rimarchiato, di cui condivideva, ad esempio, la linea spigolosa della cabina e la forma del tettuccio. Gli assi erano due, ed aveva un passo di 5,2 m.
L'Alfa Romeo 50 aveva montato un motore Diesel a sei cilindri da 10.600 cm3 di cilindrata erogante 80 CV di potenza a 1.200 giri al minuto, che permetteva al veicolo di raggiungere una velocità massima di 33 km/h. Il cambio era manuale a quattro rapporti.
Questo autocarro era di grandi dimensioni ed era quindi anche abbastanza costoso; per questa ragione l'Alfa Romeo non ne vendette molti esemplari.